# Кубок світу з лижних перегонів 2010—2011
Кубок світу з лижних перегонів 2010–11 - розпочався  20 листопада 2010 етапом в  Єлліваре, Швеція і триватиме до 20 березня 2011, завершившись етапом у Фалуні, Швеція. Кубок світу проходить під егідою Міжнародної федерації лижного спорту, яка також проводить змагання зі стрибків з трамліна, сноубордингу, гірськолижного спорту тощо.

## Календар
Чоловічі та жіночі етапи проводяться в тих же містах, етапи тривають  2 або 3 дні. До заліку Кубка світу входять також етапи Тур де Скі, який  розпочинається з Обергофа, Німеччина, і завершується у Валь-ді-Ф'ємме, Італія.

### Чоловіки

#### Індивідуальні змагання
| Етап                                                                            | Місто                                   | Дисципліна                              | Дата                                    | Переможець                | Друге місце                | Третє місце               |  |
| ------------------------------------------------------------------------------- | --------------------------------------- | --------------------------------------- | --------------------------------------- | ------------------------- | -------------------------- | ------------------------- |  |
| 1                                                                               | Єлліваре                                | 15 км, ВС                               | 20 листопада 2010                       | Маркус Гельнер (SWE)      | Даріо Колонья (SUI)        | Данієль Рікардссон (SWE)  |  |
| Північне відкриття (26 листопада 2010 — 28 листопада 2010)                      |                                         |                                         |                                         |                           |                            |                           |  |
|                                                                                 | Куусамо                                 | Спринт, К                               | 26 листопада 2010                       | Джон Крістіан Даль (NOR)  | Олексій Полтаранін (KAZ)   | Самі Яухоярві (FIN)       |  |
|                                                                                 | Куусамо                                 | 10 км, К                                | 27 листопада 2010                       | Даріо Колонья (SUI)       | Олександр Легков (RUS)     | Данієль Рікардссон (SWE)  |  |
|                                                                                 | Куусамо                                 | 15 км, ВС, гандикап                     | 28 листопада 2011                       | Лукаш Бауер (CZE)         | Ілля Черноусов (RUS)       | Маркус Гельнер (SWE)      |  |
| 2                                                                               | Підсумкова таблиця Північного відкриття | Підсумкова таблиця Північного відкриття | Підсумкова таблиця Північного відкриття | Олександр Легков (RUS)    | Даріо Колонья (SUI)        | -                         |  |
| 3                                                                               | Дюссельдорф                             | Спринт, ВС                              | 4 грудня 2010                           | Еміль Єнссон (SWE)        | Фульвіо Скола (ITA)        | Ойстейн Петтерсен (NOR)   |  |
| 4                                                                               | Давос                                   | 15 км, К                                | 11 грудня 2010                          | Олексій Полтаранін (KAZ)  | Олександр Легков (RUS)     | Лукаш Бауер (CZE)         |  |
| 5                                                                               | Давос                                   | Спринт, ВС                              | 12 грудня 2010                          | Еміль Єнссон (SWE)        | Олексій Пєтухов (RUS)      | Даріо Колонья (SUI)       |  |
| 6                                                                               | Ла-Клюза                                | 30 км, ВС, мас-старт                    | 18 грудня 2010                          | Максим Вилегжанін (RUS)   | Петтер Нортуг (NOR)        | Олександр Легков (RUS)    |  |
| Тур де скі (з 31 грудня 2010 по 9 січня 2011)                                   |                                         |                                         |                                         |                           |                            |                           |  |
|                                                                                 | Обергоф                                 | Пролог 3,75 км, ВС                      | 31 грудня 2010                          | Маркус Гельнер (SWE)      | Олексій Пєтухов (RUS)      | Петтер Нортуг (NOR)       |  |
|                                                                                 | Обергоф                                 | 15 км, К, гандикап                      | 1 січня 2011                            | Даріо Колонья (SUI)       | Девон Кершоу (CAN)         | Олександр Легков (RUS)    |  |
|                                                                                 | Оберстдорф                              | Спринт, К                               | 2 січня 2011                            | Еміль Єнссон (SWE)        | Девон Кершоу (CAN)         | Даріо Колонья (SUI)       |  |
|                                                                                 | Оберстдорф                              | 20 км, дуатлон                          | 3 січня 2011                            | Матті Хейккінен (FIN)     | Даріо Колонья (SUI)        | Мартін Якш (CZE)          |  |
|                                                                                 | Тоблах                                  | Спринт, ВС                              | 5 січня 2011                            | Девон Кершоу (CAN)        | Даріо Колонья (SUI)        | Петтер Нортуг (NOR)       |  |
|                                                                                 | Кортіна д'Ампеццо-Тоблах                | 35 км, ВС, гандникап                    | 6 січня 2011                            | Даріо Колонья (SUI)       | Маркус Гельнер (SWE)       | Петтер Нортуг (NOR)       |  |
|                                                                                 | Валь-ді-Ф'ємме                          | 20 км, К, мас-старт                     | 8 січня 2011                            | Петтер Нортуг (NOR)       | Даріо Колонья (SUI)        | Девон Кершоу (CAN)        |  |
|                                                                                 | Валь-ді-Ф'ємме                          | 9 км, ВС, фінальний підйом              | 9 січня 2011                            | Лукаш Бауер (CZE)         | Роланд Клара (ITA)         | Курдін Перл (SUI)         |  |
| 7                                                                               | Підсумки Тур де скі                     | Підсумки Тур де скі                     | Підсумки Тур де скі                     | Даріо Колонья (SUI)       | Петтер Нортуг (NOR)        | Лукаш Бауер (CZE)         |  |
| Завершення Тур де скі                                                           |                                         |                                         |                                         |                           |                            |                           |  |
| 8                                                                               | Ліберець                                | Спринт, ВС                              | 15 січня 2011                           | Ула Віґен Гаттестад (NOR) | Федеріко Пеллегріно (ITA)  | Душан Кожишек (CZE)       |  |
| 9                                                                               | Отепяя                                  | 15 км, К                                | 22 січня 2011                           | Елдар Реннінг (NOR)       | Данієль Рікардссон (SWE)   | Максим Вилегжанін (RUS)   |  |
| 10                                                                              | Отепяя                                  | Спринт, К                               | 23 січня 2011                           | Ейрік Брандсдаль (NOR)    | Ула Віґен Гаттестад (NOR)  | Микита Крюков (RUS)       |  |
| 11                                                                              | Рибінськ                                | 20 км, дуатлон                          | 4 лютого 2011                           | Ілля Черноусов (RUS)      | Жан-Марк Гаяр (FRA)        | Моріс Маніфіка (FRA)      |  |
| 12                                                                              | Рибінськ                                | Спринт, ВС                              | 5 лютого 2011                           | Олексій Пєтухов (RUS)     | Ула Віґен Гаттестад (NOR)  | Андерс Глерсен (NOR)      |  |
| 13                                                                              | Драммен                                 | 15 км, К                                | 19 лютого 2011                          | Данієль Рікардссон (SWE)  | Мартін Йонсруд Сунбі (NOR) | Петтер Нортуг (NOR)       |  |
| 14                                                                              | Драммен                                 | Спринт, ВС                              | 20 лютого 2011                          | Еміль Єнссон (SWE)        | Алекс Гарві (CAN)          | Петтер Нортуг (NOR)       |  |
| Чемпіонат світу з лижних видів спорту 2011 (з 24 лютого 2011 по 6 березня 2011) |                                         |                                         |                                         |                           |                            |                           |  |
| 15                                                                              | Лахті                                   | 20 км, дуатлон                          | 12 березня 2011                         | Даріо Колонья (SUI)       | Моріс Маніфіка (FRA)       | Венсан Віттоз (FRA)       |  |
| 16                                                                              | Лахті                                   | Спринт, К                               | 13 березня 2011                         | Еміль Єнссон (SWE)        | Ейрік Брандсдаль (NOR)     | Пал Голдберг (NOR)        |  |
| Фінал Кубка світу ( з 16 березня 2011 по 20 березня 2011)                       |                                         |                                         |                                         |                           |                            |                           |  |
|                                                                                 | Стокгольм                               | Спринт, К                               | 16 березня 2011                         | Еміль Єнссон (SWE)        | Петтер Нортуг (NOR)        | Ула Віґен Гаттестад (NOR) |  |
|                                                                                 | Фалун                                   | 3.3 км, К                               | 18 березня 2011                         | Ілля Черноусов (RUS)      | Петтер Нортуг (NOR)        | Максим Вилегжанін (RUS)   |  |
|                                                                                 | Фалун                                   | 20 км, дуатлон                          | 19 березня 2011                         | Петтер Нортуг (NOR)       | Джорджо Ді Чента (ITA)     | Данієль Рікардссон (SWE)  |  |
|                                                                                 | Фалун                                   | 15 км, ВС, гандикап                     | 20 березня 2011                         | Фінн-Гоґен Кроґ (NOR)     | Моріс Маніфіка (FRA)       | Лукаш Бауер (CZE)         |  |
| 17                                                                              | Фінал Кубка світу - Підсумкова таблиця  | Фінал Кубка світу - Підсумкова таблиця  | Фінал Кубка світу - Підсумкова таблиця  | Петтер Нортуг (NOR)       | Фінн-Гоґен Кроґ (NOR)      | Даріо Колонья (SUI)       |  |

#### Командні змагання
| Етап | Місто       | Дисципліна           | Дата              | Переможець                                                         | Друге місце                                                              | Третє місце                                                                   |  |
| ---- | ----------- | -------------------- | ----------------- | ------------------------------------------------------------------ | ------------------------------------------------------------------------ | ----------------------------------------------------------------------------- |  |
| 1    | Єлліваре    | естафета 4 x 10 км   | 21 листопада 2010 | Швеція Матс Ларссон Юхан Ульссон Данієль Рікардссон Маркус Гельнер | Росія Євген Бєлов Максим Вилегжанін Петро Сєдов Олександр Легков         | Норвегія Елдар Реннінг Мартін Йонсруд Сунбю Кріс Єсперсен Ш'юр Рете           |  |
| 2    | Дюссельдорф | Командний спринт, ВС | 5 грудня 2010     | Норвегія Ула Віґен Гаттестад Андерс Глерсен                        | Швеція Матс Ларссон Еміль Йонссон                                        | Італія Фабіо Пасіні Давід Гофер                                               |  |
| 3    | Ла-Клюза    | Естафета 4 x 10 км   | 19 грудня 2010    | Швейцарія Тоні Ліверс Даріо Колонья Ремо Фішер Курдін Перл         | Росія Євген Бєлов Олександр Легков Петро Сєдов Максим Вилегжанін         | Норвегія Елдар Реннінг Мартін Йонсруд Сунбі Торд Асле Ґйордален Петтер Нортуг |  |
| 4    | Ліберець    | Командний спринт, К  | 16 січня 2010     | Норвегія Йоган Чолстад Ула Віґен Гаттестад                         | Швеція Єспер Модін Матс Ларссон                                          | Норвегія Ейрік Брандсдаль Джон Крістіан Даль                                  |  |
| 5    | Рибінськ    | Естафета 4 x 10 км   | 6 лютого 2010     | Росія Євген Бєлов Максим Вилегжанін Петро Сєдов Олександр Легков   | Італія Валеріо Кеккі Джорджо Ді Чента Роланд Клара П'єтро Піллер Коттрер | Німеччина Анді Кюне Франц Герінг Том Райхельт Тобіас Ангерер                  |  |

### Жінки

#### Індивідуальні змагання
| Етап                                                                         | Місто                                   | Дисципліна                              | Дата                                    | Переможець             | Друге місце                  | Третє місце                  |  |
| ---------------------------------------------------------------------------- | --------------------------------------- | --------------------------------------- | --------------------------------------- | ---------------------- | ---------------------------- | ---------------------------- |  |
| 1                                                                            | Єлліваре                                | 10 км ВС                                | 20 листопада 2010                       | Маріт Бйорген (NOR)    | Шарлотте Калла (SWE)         | Аріанна Фолліс (ITA)         |  |
| Північне відкриття (26 листопада 2011 — 28 листопада 2011)                   |                                         |                                         |                                         |                        |                              |                              |  |
|                                                                              | Куусамо                                 | Спринт, К                               | 26 листопада 2011                       | Маріт Бйорген (NOR)    | Петра Майдич (SLO)           | Астрід Якобсен (NOR)         |  |
|                                                                              | Куусамо                                 | 5 км, К                                 | 27 листопада 2011                       | Маріт Бйорген (NOR)    | Юстина Ковальчик (POL)       | Петра Майдич (SLO)           |  |
|                                                                              | Куусамо                                 | 10 км, ВС, гандикап                     | 28 листопада 2011                       | Терезе Йогауґ (NOR)    | Ніколь Фессель (GER)         | Юстина Ковальчик (POL)       |  |
| 2                                                                            | Північне відкриття - Підсумкова таблиця | Північне відкриття - Підсумкова таблиця | Північне відкриття - Підсумкова таблиця | Маріт Бйорген (NOR)    | Юстина Ковальчик (POL)       | Шарлотте Калла (SWE)         |  |
| 3                                                                            | Дюссельдорф                             | Спринт, ВС                              | 4 грудня 2010                           | Аріанна Фолліс (ITA)   | Кіккан Рендолл (USA)         | Весна Фаб'ян (SLO)           |  |
| 4                                                                            | Давос                                   | 10 км, К                                | 11 грудня 2010                          | Маріт Бйорген (NOR)    | Юстина Ковальчик (POL)       | Терезе Йогауґ (NOR)          |  |
| 5                                                                            | Давос                                   | Спринт, ВС                              | 12 грудня 2010                          | Маріт Бйорген (NOR)    | Аріанна Фолліс (ITA)         | Кіккан Рендолл (USA)         |  |
| 6                                                                            | Ла-Клюза                                | 15 км, ВС, мас-старт                    | 18 грудня 2010                          | Маріт Бйорген (NOR)    | Юстина Ковальчик (POL)       | Крістін Стормер Стейра (NOR) |  |
| Тур де скі (31 грудня 2010 — 9 січня 2011)                                   |                                         |                                         |                                         |                        |                              |                              |  |
|                                                                              | Обергоф                                 | Пролог 2.5 км, ВС,                      | 31 грудня 2010                          | Юстина Ковальчик (POL) | Шарлотта Калла (SWE)         | Астрід Якобсен (NOR)         |  |
|                                                                              | Обергоф                                 | 10 км, К, гандикап                      | 1 січня 2011                            | Юстина Ковальчик (POL) | Кріста Лахтеенмякі (FIN)     | Маріанна Лонґа (ITA)         |  |
|                                                                              | Оберстдорф                              | Спринт, К                               | 2 січня 2011                            | Петра Майдич (SLO)     | Юстина Ковальчик (POL)       | Астрід Якобсен (NOR)         |  |
|                                                                              | Оберстдорф                              | 10 км, дуатлон                          | 3 січня 2011                            | Анна Хоґ (SWE)         | Шарлотта Калла (SWE)         | Марте Крістофферсен (NOR)    |  |
|                                                                              | Тоблах                                  | Спринт, ВС                              | 5 січня 2011                            | Петра Майдич (SLO)     | Аріанна Фолліс (ITA)         | Маґда Ґенуїн (ITA)           |  |
|                                                                              | Кортіна д'Ампеццо-Тоблах                | 16 км, ВС, гандикап                     | 6 січня 2011                            | Юстина Ковальчик (POL) | Аріанна Фолліс (ITA)         | Маріанна Лонґа (ITA)         |  |
|                                                                              | Валь-ді-Ф'ємме                          | 10 км, К, мас-старт                     | 8 січня 2011                            | Юстина Ковальчик (POL) | Терезе Йогауґ (NOR)          | Маріанна Лонґа (ITA)         |  |
|                                                                              | Валь-ді-Ф'ємме                          | 9 км, ВС, фінальний підйом              | 9 січня 2011                            | Терезе Йогауґ (NOR)    | Марте Елден (NOR)            | Марте Крістофферсен (NOR)    |  |
| 7                                                                            | Підсумкова таблиця                      | Підсумкова таблиця                      | Підсумкова таблиця                      | Юстина Ковальчик (POL) | Терезе Йогауґ (NOR)          | Маріанна Лонґа (ITA)         |  |
| Кінець Тур де скі                                                            |                                         |                                         |                                         |                        |                              |                              |  |
| 8                                                                            | Ліберець                                | Спринт, ВС                              | 15 січня 2011                           | Кіккан Рендолл (USA)   | Ганна Фальк (SWE)            | Селін Брун-Лі (NOR)          |  |
| 9                                                                            | Отепяя                                  | 10 км, К                                | 22 січня 2011                           | Маріт Бйорген (NOR)    | Юстина Ковальчик (POL)       | Терезе Йогауґ (NOR)          |  |
| 10                                                                           | Отепяя                                  | Спринт, К                               | 23 січня 2011                           | Петра Майдич (SLO)     | Ганна Бродін (SWE)           | Майкен Касперсен Фалла (NOR) |  |
| 11                                                                           | Рибінськ                                | 10 км, дуатлон                          | 4 лютого 2011                           | Юстина Ковальчик (POL) | Маріанна Лонґа (ITA)         | Айно-Кайса Саарінен (FIN)    |  |
| 12                                                                           | Рибінськ                                | Спринт, ВС                              | 5 лютого 2011                           | Весна Фаб'ян (SLO)     | Катя Вішнар (SLO)            | Юстина Ковальчик (POL)       |  |
| 13                                                                           | Драммен                                 | 10 км, К                                | 19 лютого 2011                          | Маріт Бйорген (NOR)    | Юстина Ковальчик (POL)       | Айно-Кайса Саарінен (FIN)    |  |
| 14                                                                           | Драммен                                 | Спринт, ВСС                             | 20 лютого 2011                          | Кіккан Рендолл (USA)   | Майкен Касперсен Фалла (NOR) | Шарлотта Калла (SWE)         |  |
| Чемпіонат світу з лижних видів спорту 2011 (24 лютого 2011 — 6 березня 2011) |                                         |                                         |                                         |                        |                              |                              |  |
| 15                                                                           | Лахті                                   | 10 км, дуатлон                          | 12 березня 2011                         | Терезе Йогауґ (NOR)    | Юстина Ковальчик (POL)       | Аріанна Фолліс (ITA)         |  |
| 16                                                                           | Лахті                                   | Спринт, К                               | 13 березня 2011                         | Маріт Бйорген (NOR)    | Астрід Якобсен (NOR)         | Петра Майдич (SLO)           |  |
| Фінал Кубка світу (16 березня 2011 — 20 березня 2011)                        |                                         |                                         |                                         |                        |                              |                              |  |
|                                                                              | Стокгольм                               | Спринт, К                               | 16 березня 2011                         | Петра Майдич (SLO)     | Маріт Бйорген (NOR)          | Майкен Касперсен Фалла (NOR) |  |
|                                                                              | Фалун                                   | 2.5 км, К                               | 18 березня 2011                         | Маріт Бйорген (NOR)    | Юстина Ковальчик (POL)       | Терезе Йогауґ (NOR)          |  |
|                                                                              | Фалун                                   | 10 км дуатлон                           | 19 березня 2011                         | Маріт Бйорген (NOR)    | Юстина Ковальчик (POL)       | Терезе Йогауґ (NOR)          |  |
|                                                                              | Фалун                                   | 10 км, ВС, гандикап                     | 20 березня 2011                         | Аріанна Фолліс (ITA)   | Астрід Якобсен (NOR)         | Терезе Йогауґ (NOR)          |  |
| 17                                                                           | Фінал Кубка світу - Підсумкова таблиця  | Фінал Кубка світу - Підсумкова таблиця  | Фінал Кубка світу - Підсумкова таблиця  | Маріт Бйорген (NOR)    | Юстина Ковальчик (POL)       | Терезе Йогауґ (NOR)          |  |

#### Командні змагання
| Етап | Місто       | Дисципліна           | Дата              | Переможець                                                                   | Друге місце                                                                    | Третє місце                                                             |  |
| ---- | ----------- | -------------------- | ----------------- | ---------------------------------------------------------------------------- | ------------------------------------------------------------------------------ | ----------------------------------------------------------------------- |  |
| 1    | Єлліваре    | естафета 4 x 5 км    | 21 листопада 2010 | Норвегія Вібеке Скофтеруд Терезе Йогауґ Крістін Стормер Стейра Маріт Бйорген | Швеція Брітта Юханссон Норгрен Анна Хоґ Марія Рундквіст Шарлотте Калла         | Італія Магда Генуїн Маріанна Лонга Сільвія Рупіл Аріанна Фолліс         |  |
| 2    | Дюссельдорф | Командний спринт, ВС | 5 грудня 2010     | Італія Маґда Ґенуїн Аріанна Фолліс                                           | Норвегія Майкен Касперсен Фалла Селін Брун-Лі                                  | Канада Дарія Гаязова Чандра Кроуфорд                                    |  |
| 3    | Ла-Клюза    | Естафета 4 x 5 км    | 19 грудня 2010    | Норвегія Вібеке Скофтеруд Терезе Йогауґ Крістін Стормер Стейра Маріт Бйорген | Італія Віргінія Де Мартін Топранін Маріанна Лонґа Сільвія Рупіл Аріанна Фолліс | Швеція Сара Ліндборг Анна Хоґ Марія Ридквіст Шарлотта Калла             |  |
| 4    | Ліберець    | Командний спринт, К  | 16 січня 2010     | Норвегія Майкен Касперсен Фалла Маріт Бйорген                                | Італія Маґда Ґенуїн Маріанна Лонґа                                             | Норвегія Карі Віхаґен Г'єйтнес Селін Брун-Лі                            |  |
| 5    | Рибінськ    | Естафета 4 x 5 км    | 6 лютого 2010     | Італія Маґда Ґенуїн Маріанна Лонґа Сільвія Рупіл Аріанна Фолліс              | Росія Валентина Новікова Світлана Ніколаєва Юлія Чекальова Ольга Михайлова     | Росія Анастасія Косакул Юлія Тихонова Юлія Іванова Наталія Коростельова |  |

## Залік Кубка світу

### Очки
Кількість очок, що нараховується, за зайняті місця, приведена в таблиці. 
| Місце                                    | 1   | 2   | 3   | 4   | 5   | 6   | 7   | 8   | 9   | 10  | 11 | 12 | 13 | 14 | 15 | 16 | 17 | 18 | 19 | 20 | 21 | 22 | 23 | 24 | 25 | 26 | 27 | 28 | 29 | 30 |
| Індивідуальний/командний спринт          | 100 | 80  | 60  | 50  | 45  | 40  | 36  | 32  | 29  | 26  | 24 | 22 | 20 | 18 | 16 | 15 | 14 | 13 | 12 | 11 | 10 | 9  | 8  | 7  | 6  | 5  | 4  | 3  | 2  | 1  |
| Фінали чемпіонату світу/Естафети         | 200 | 160 | 120 | 100 | 90  | 80  | 72  | 64  | 58  | 52  | 48 | 44 | 40 | 36 | 32 | 30 | 28 | 26 | 24 | 22 | 20 | 18 | 16 | 14 | 12 | 10 | 8  | 6  | 4  | 2  |
| Тур де скі                               | 400 | 320 | 240 | 200 | 180 | 160 | 144 | 128 | 116 | 104 | 96 | 88 | 80 | 72 | 64 | 60 | 56 | 52 | 48 | 44 | 40 | 36 | 32 | 28 | 24 | 20 | 16 | 12 | 8  | 4  |
| Етапи туру/етапи фіналу чемпіонату світу | 50  | 46  | 43  | 40  | 37  | 34  | 32  | 30  | 28  | 26  | 24 | 22 | 20 | 18 | 16 | 15 | 14 | 13 | 12 | 11 | 10 | 9  | 8  | 7  | 6  | 5  | 4  | 3  | 2  | 1  |

До підсумкового загального заліку лижника входять найкращі результати всіх перегонів на дистанціях та всіх спринтів.
До заліку на дистанції входять індивідуальні етапи Тур де скі та індивідуальні гонки Фіналу Кубка світу (рахуються як 50 % від нормальної гонки). Усі спринти, включно зі спринтами в програмі Тур де скі та першим спринтом Фіналу Кубка світу (рахується як 50 % нормальних перегонів), входять до спринтового заліку.
Результат країни в Кубку націй обраховується як сума індивідуальних результатів її представників та результатів командних змагань. Естафети дають подвійну кількість очок, але враховується тільки одна команда від країни, тоді як в командному спринті враховуються результати двох команд від країни.

### Чоловіки

#### Загальний залік
| Міс | Лижник                   | Очки |
| --- | ------------------------ | ---- |
| 1.  | Даріо Колонья (SUI)      | 1566 |
| 2.  | Петтер Нортуг (NOR)      | 1236 |
| 3.  | Данієль Рікардссон (SWE) | 981  |
| 4.  | Лукаш Бауер (CZE)        | 923  |
| 5.  | Олександр Легков (RUS)   | 796  |
| 6.  | Еміль Єнссон (SWE)       | 746  |
| 7.  | Маркус Гельнер (SWE)     | 695  |
| 8.  | Девон Кершоу (CAN)       | 602  |
| 9.  | Жан-Марк Гаяр (FRA)      | 589  |
| 10. | Алекс Гарві (CAN)        | 552  |

| Міс | Лижник                    | Очки |
| --- | ------------------------- | ---- |
| 11. | Максим Вилегжанін (RUS)   | 512  |
| 12. | Ілля Черноусов (RUS)      | 503  |
| 13. | Моріс Маніфіка (FRA)      | 488  |
| 14. | Курдін Перл (SUI)         | 447  |
| 15. | Роланд Клара (ITA)        | 446  |
| 16. | Джорджо Ді Чента (ITA)    | 425  |
| 17. | Мартін Якш (CZE)          | 438  |
| 18. | Ула Віґен Гаттестад (NOR) | 407  |
| 19. | Елдар Реннінг (NOR)       | 388  |
| 20. | Петро Сєдов (RUS)         | 387  |

| Міс | Лижник                     | Очки |
| --- | -------------------------- | ---- |
| 21. | Олексій Пєтухов (RUS)      | 323  |
| 22. | Єспер Модін (SWE)          | 322  |
| 23. | Венсан Віттоз (FRA)        | 304  |
| 24. | Фульвіо Скола (ITA)        | 283  |
| 25. | Матті Хейккінен (FIN)      | 280  |
| 26. | Єнс Фільбріх (GER)         | 263  |
| 27. | Кріс Фріман (USA)          | 255  |
| 28. | Мартін Йонсруд Сунбі (NOR) | 252  |
| 29. | Ейрік Брандсдаль (NOR)     | 246  |
| 30. | Самі Яухоярві (FIN)        | 244  |

| Міс | Лижник                   | Очки |
| --- | ------------------------ | ---- |
| 1.  | Даріо Колонья (SUI)      | 706  |
| 2.  | Данієль Рікардссон (SWE) | 568  |
| 3   | Лукаш Бауер (CZE)        | 553  |
| 4.  | Петтер Нортуг (NOR)      | 512  |
| 5.  | Олександр Легков (RUS)   | 503  |
| 6.  | Максим Вилегжанін (RUS)  | 386  |
| 7.  | Маркус Гельнер (SWE)     | 365  |
| 8.  | Жан-Марк Гаяр (FRA)      | 364  |
| 9.  | Ілля Черноусов (RUS)     | 342  |
| 10. | Моріс Маніфіка (FRA)     | 308  |

| Міс | Лижник                    | Очки |
| --- | ------------------------- | ---- |
| 1.  | Еміль Єнссон (SWE)        | 580  |
| 2.  | Ула Віґен Гаттестад (NOR) | 407  |
| 3.  | Єспер Модін (SWE)         | 300  |
| 4.  | Олексій Пєтухов (RUS)     | 277  |
| 5.  | Фульвіо Скола (ITA)       | 275  |
| 6.  | Ейрік Брандсдаль (NOR)    | 239  |
| 7.  | Петтер Нортуг (NOR)       | 204  |
| 8.  | Ендрю Ньювелл (USA)       | 198  |
| 9.  | Ренато Пасіні (ITA)       | 190  |
| 10. | Алекс Гарві (CAN)         | 182  |

### Жінки

#### Загальний залік (ж)
| Міс | Лижниця                   | Очки |
| --- | ------------------------- | ---- |
| 1.  | Юстина Ковальчик (POL)    | 2073 |
| 2.  | Маріт Бйорген (NOR)       | 1578 |
| 3.  | Аріанна Фолліс (ITA)      | 1310 |
| 4.  | Терезе Йогауґ (NOR)       | 1173 |
| 5.  | Шарлотта Калла (SWE)      | 1100 |
| 6.  | Петра Майдич (SLO)        | 1087 |
| 7.  | Маріанна Лонґа (ITA)      | 1051 |
| 8.  | Астрід Якобсен (NOR)      | 810  |
| 9.  | Айно-Кайса Саарінен (FIN) | 715  |
| 10. | Кіккан Рендолл (USA)      | 657  |

| Міс | Лижниця                    | Очки |
| --- | -------------------------- | ---- |
| 11. | Анна Хоґ (SWE)             | 604  |
| 12. | Кріста Лахтеенмякі (FIN)   | 568  |
| 13. | Марте Крістофферсен (NOR)  | 560  |
| 14. | Ріїтта-Ліїса Ропонен (FIN) | 518  |
| 15. | Катрін Целлер (GER)        | 518  |
| 16. | Юлія Чекальова (RUS)       | 442  |
| 17. | Ніколь Фессель (GER)       | 420  |
| 18. | Іда Інгемарсдоттер (SWE)   | 360  |
| 19. | Валентина Шевченко (UKR)   | 350  |
| 20. | Марте Елден (NOR)          | 341  |

| Міс | Лижниця                         | Очки |
| --- | ------------------------------- | ---- |
| 21. | Вібеке Скофтеруд (NOR)          | 331  |
| 22. | Алена Прохазкова (SVK)          | 315  |
| 23. | Лор Бартелемі (FRA)             | 312  |
| 24. | Майкен Касперсен Фалла (NOR)    | 305  |
| 25. | Інґвілл Флуґстад Естберґ ( NOR) | 304  |
| 26. | Ріїкка Сарасоя (FIN)            | 301  |
| 27. | Маґда Ґенуїн (ITA)              | 288  |
| 28. | Крістін Стормер Стейра (NOR)    | 268  |
| 29. | Весна Фаб'ян (SLO)              | 266  |
| 30. | Катя Вішнар (SLO)               | 266  |

| Міс | Лижниця                    | Очки |
| --- | -------------------------- | ---- |
| 1.  | Юстина Ковальчик (POL)     | 1039 |
| 2.  | Маріт Бйорген (NOR)        | 775  |
| 3.  | Терезе Йогауґ (NOR)        | 671  |
| 4.  | Маріанна Лонґа (ITA)       | 563  |
| 5.  | Аріанна Фолліс (ITA)       | 518  |
| 6.  | Шарлотта Калла (SWE)       | 503  |
| 7.  | Айно-Кайса Саарінен (FIN)  | 446  |
| 8.  | Анна Хоґ (SWE)             | 430  |
| 9.  | Ріїтта-Ліїса Ропонен (FIN) | 353  |
| 10. | Марте Крістофферсен (NOR)  | 350  |

| Міс | Лижниця                      | Очки |
| --- | ---------------------------- | ---- |
| 1.  | Петра Майдич (SLO)           | 480  |
| 2.  | Аріанна Фолліс (ITA)         | 434  |
| 3.  | Кіккан Рендолл (USA)         | 427  |
| 4.  | Маріт Бйорген (NOR)          | 403  |
| 5.  | Юстина Ковальчик (POL)       | 314  |
| 6.  | Майкен Касперсен Фалла (NOR) | 305  |
| 7.  | Астрід Якобсен (NOR)         | 277  |
| 8.  | Катя Вішнар (SLO)            | 266  |
| 9.  | Весна Фаб'ян (SLO)           | 264  |
| 10. | Ганна Фальк (SWE)            | 232  |

### Кубок націй
| Міс | Країна    | Очки |
| --- | --------- | ---- |
| 1.  | Норвегія  | 4807 |
| 2.  | Росія     | 4467 |
| 3.  | Швеція    | 4107 |
| 4.  | Швейцарія | 2680 |
| 5.  | Італія    | 2571 |
| 6.  | Франція   | 1869 |
| 7.  | Чехія     | 1695 |
| 8.  | Канада    | 1525 |
| 9.  | Німеччина | 1468 |
| 10. | Фінляндія | 1279 |

| Міс | Країна    | Очки |
| --- | --------- | ---- |
| 1.  | Норвегія  | 6700 |
| 2.  | Швеція    | 3638 |
| 3.  | Італія    | 3560 |
| 4.  | Фінляндія | 2986 |
| 5.  | Польща    | 2248 |
| 6.  | Словенія  | 1895 |
| 7.  | Росія     | 1777 |
| 8.  | Німеччина | 1554 |
| 9.  | Франція   | 864  |
| 10. | США       | 739  |

| Міс | Країна    | Очки  |
| --- | --------- | ----- |
| 1.  | Норвегія  | 11507 |
| 2.  | Швеція    | 7745  |
| 3.  | Росія     | 6244  |
| 4.  | Італія    | 6131  |
| 5.  | Фінляндія | 4265  |
| 6.  | Німеччина | 3022  |
| 7.  | Швейцарія | 2821  |
| 8.  | Франція   | 2733  |
| 9.  | Польща    | 2349  |
| 10. | Словенія  | 1895  |

## Виноски
1. ↑  Архівована копія. Архів оригіналу за 5 вересня 2009. Процитовано 21 листопада 2010.{{cite web}}:  Обслуговування CS1: Сторінки з текстом «archived copy» як значення параметру title (посилання)